# Mer de Céram
La mer de Céram ou mer de Seram est une mer de l’Insulinde située en Indonésie, baignant au nord l'île d'Obi et les rivages méridionaux du nord-ouest de la Papouasie occidentale, et au sud les îles Buru et Seram.

## Géographie
L'Organisation hydrographique internationale définit les limites de la mer de Céram de la façon suivante  :
- Au nord et au nord-est: Une ligne depuis le tanjung Dehekolano (1° 49′ 11″ S, 126° 29′ 12″ E), l’extrémité orientale des Sula jusqu’à l’extrémité occidentale d’Obi (1° 37′ 05″ S, 127° 23′ 34″ E), le long de sa côte méridionale jusqu’au tanjung Serammaloleo (1° 41′ 03″ S, 128° 09′ 20″ E), son extrémité orientale, de là à travers les îles Tobalai, Kekeh, Pisang et Kofiau jusqu’au tanjung Sele (1° 25′ 39″ S, 130° 55′ 53″ E), la pointe ouest de la Papouasie occidentale, puis le long de la côte jusqu’à Karufa (3° 51′ 50″ S, 133° 26′ 27″ E).

- Au sud-est: Une ligne depuis Karufa (3° 51′ 50″ S, 133° 26′ 27″ E), en Papouasie du Sud-Ouest, jusqu’à l’extrémité sud-est de pulau Adi (4° 18′ 53″ S, 133° 37′ 58″ E), de là jusqu’au tanjung Borang (5° 16′ 20″ S, 133° 09′ 13″ E), la pointe septentrionale de pulau Nuhuyut.

- Au sud-ouest et au sud. De la pointe septentrionale de pulau Nuhuyut jusqu'à la pointe méridionale de pulau Teor (4° 47′ 15″ S, 131° 44′ 25″ E), ensuite à travers l’archipel Watubela et les îles Gorong jusqu’à l’extrémité sud-est de Céram (3° 52′ 17″ S, 130° 50′ 53″ E), le long de ses rivages septentrionaux jusqu’au tanjung Tandurubesar (2° 51′ 49″ S, 128° 09′ 48″ E), sa pointe nord-ouest, de là une ligne jusqu’au tanjung Baturuhan (3° 03′ 22″ S, 126° 42′ 41″ E), l’extrémité septentrionale de Buru et le long de la côte jusqu’au tanjung Palpetu (3° 06′ 42″ S, 126° 05′ 39″ E), la pointe nord-ouest de l’île.

- À l'ouest: Une ligne depuis le tanjung Palpetu jusqu’au tanjung Waka (2° 28′ 37″ S, 126° 02′ 54″ E), la pointe méridionale de pulau Sanana, puis à travers cette île jusqu’à sa pointe septentrionale, de là une traversée du détroit de Mangoli jusqu’au tanjung Batu, sur la côte méridionale de pulau Mangole (îles Sula) (1° 56′ 21″ S, 125° 55′ 04″ E).